# Donggaocun
Donggaocun (kinesiska: 东高村, 东高村镇) är en köping i Kina. Den ligger i stadsdistriket Pinggu i Pekings storstadsområde, i den norra delen av landet, omkring 63 kilometer öster om stadskärnan. Antalet invånare är 27 945. Befolkningen består av 13 547 kvinnor och 14 398 män. Barn under 15 år utgör 9,0 %, vuxna 15-64 år 78 %, och äldre över 65 år 12,0 %.